# Anacleto Pinto
Anacleto Pereira Pinto (ur. 25 lutego 1948 w Viseu, zm. 21 marca 2015) – portugalski lekkoatleta, długodystansowiec.
Podczas igrzysk olimpijskich w Montrealu (1976) zajął 22. miejsce w biegu maratońskim z wynikiem 2:18:53,4.
Podczas igrzysk olimpijskich w Moskwie (1980) zajął 16. miejsce w biegu maratońskim z wynikiem 2:17:04.
Sześciokrotny mistrz Portugalii: trzy tytuły na 5000 metrów (1966, 1976 i 1977), dwa w maratonie (1976 i 1978) oraz jeden w biegu przełajowym na długim dystansie (1966).

## Rekordy życiowe
- Bieg na 30 kilometrów – 1:35:04 (1974) rekord Portugalii[3]
- Bieg maratoński – 2:14:37 (1976)